# Jeanne de Bar
Jeanne de Bar, död 1462, var en fransk feodalherre. Hon var regerande grevinna av Marle, Soissons, Saint-Pol, Brienne, Ligny och Conversano, dam av d'Oisy och Vicegreve av Meaux 1415-1462. Hon var en av vårdnadshavarna av Jeanne d'Arc under dennas fångenskap hos Johan II av Luxembourg 1430.